# 扎克·因切尔蒂
扎克·因切尔蒂（英語：Zac Incerti，1996年7月13日—）生于西澳大利亚州劳利山，是一名澳大利亚男子游泳运动员，主攻自由泳和仰泳。因切尔蒂童年时期在金伯利地区的布鲁姆成长，他在四岁时开始学习游泳，八岁时加入Broome Barracudas游泳俱乐部。13岁时，他离开金伯利地区，前往珀斯就读中学，18岁时，因切尔蒂被教练Michael Palfrey发掘，之后他开始师从Palfrey教练。